# Stethacanthus
 (janvier 2011).
Genre
Stethacanthus est un genre éteint d'holocéphales primitifs. C'est un des tout premiers poissons cartilagineux ayant vécu sur notre planète, avec Cladoselache et Gladbachus. Ils vivaient dans les eaux douces et les eaux salées du Dévonien au début du Carbonifère (de 385 à 320 millions d'années) et chassaient des amphibiens primitifs.
Ces requins possédaient une longueur de 0,70 à 2 mètres. Tous les spécimens de Stethacanthus semblent être des mâles, par ailleurs, de nombreux spécimens de symmoriiformes ont été retrouvés mais tous étaient des femelles. Parmi les symmoriiformes, une espèce possède une morphologie similaire à celle de Stethacanthus mais sans la brosse, il s'agit de Cobelodus  aculeatus.

## Morphologie
Le mâle du genre Stethacanthus était doté d'une nageoire dorsale en forme de brosse ; la femelle n'en possédait certainement pas. Stethacanthus possédait, comme les falcatidés, de nombreux denticules dermiques au sommet du crâne, les scientifiques pensent qu'ils servaient à repousser d'éventuels prédateurs. Stethacanthus a, à la base des nageoires pectorales, des fouets pectoraux.

## Descendance
Son seul descendant date de 325 millions d'années, il s'agit d'Akmonistion zangerli.

## Fossiles
Les fossiles de Stethacanthus se conservent mal car celui-ci étaient un poisson cartilagineux. On en trouve principalement en Europe, en Amérique du Nord (Bear Gluch) et en Asie du nord.

## Filmographie
- Sur la terre des géants
- Les Monstres du fond des mers